# Oecomys trinitatis
Oecomys trinitatis, conocida como Oecomys de pelo largo, rata arrocera de pelo largo, rata arborícola arrocera de Trinidad o rata arborícola arrocera gigante, es una especie de roedor del género Oecomys de la familia Cricetidae. Se distribuye de forma salvaje en Centroamérica y Sudamérica: ha sido encontrado en Costa Rica, Panamá, Colombia, Venezuela, Trinidad and Tobago, Guyana, Surinam, Guayana Francesa, en gran parte de Brasil, en el este de Ecuador, y en el este de Perú. Podría incluir más de una especie.